# North Cass, Minnesota
Xã North Cass (tiếng Anh: North Cass Township) là một xã thuộc quận Cass, tiểu bang Minnesota, Hoa Kỳ. Năm 2010, dân số của xã này là 264 người.